# Александр Дейгл
Александр Дейгл (англ. Alexandre Daigle; 7 лютого 1975, Монреаль, Квебек) — канадський хокеїст, центральний нападник, виступав за команди НХЛ та Національної ліги А.

## Ігрова кар'єра
Александр Дейгл вважався одним із найбільших хокейних талантів в Північній Америці та як можливий наступник Вейна Грецкі. Вже виступаючи в ГЮХЛК, він встановив кілька рекордів та отримав декілька нагород. Александр був обраний в Драфті НХЛ у першому раунді під номером 1 клубом «Оттава Сенаторс», треба зазначити, що Дейгл випередив в Драфті НХЛ таких гравців, як Кріса Пронгера (2 номер Драфту) та Пола Карія (4 номер Драфту). 
Новачок «сенаторів» отримав п'ятирічний контракт на суму 12,25 млн. доларів США, це найбільший контракт, підписаний з новачком в історії НХЛ.
Александр не виправдав очікувань вболівальників, більш яскраво в складі «Оттави» грав російській легіонер Олексій Яшин, тому Дейгл, який знаходився в його тіні, доволі часто піддавався критиці. Після кількох сезонів розчарувань, керівництво клубу вирішило обміняти Дейгла в січні 1998 року до Філадельфія Флаєрс — 73 матчі, 33 очка (12 + 21). У наступні два роки він зіграє також у Тампа-Бей Лайтнінг — 32 матчі, 12очок (6 + 6) та за Нью-Йорк Рейнджерс — 58 матчів, 26 очок (8 + 18). У 2000 році він завершив свою кар'єру, розпочавши кар'єру в Голлівуді.
У 2002 році він повернувся до хокею і підписує контракт з Піттсбург Пінгвінс, де провів один сезон (зіграв 31 матч), більшість сезону провів у фарм-клубі «Віклс-Беррі/Скрентон Пінгвінс» (АХЛ). У наступному сезоні укладає контракт з Міннесота Вайлд і встановлює особистий рекорд в своєму першому сезоні за цей клуб, набравши 51 пункт (20 + 31).
Наступні два сезони Дейгл проводить не так яскраво, а в 2006 році знову опиняється в Американській хокейній ліги, де виступає за клуби «Х'юстон Аерос» та «Манчестер Монархс».
5 травня 2006 Александр Дейгл оголосив про підписання дворічного контракту зі швейцарською командою Давос. У сезоні 2006/07, він посів друге місце в списку бомбардирів, набравши 61 очко в 44 іграх та став чемпіоном Швейцарії. Його контракт був продовжений до 2011 року в грудні 2006 року. У сезоні 2008/09 він виграв свій другий чемпіонат з ХК «Давос». Наступний сезон канадець провів в оренді, виступаючи за Лангнау Тайгерс. Тим не менш, його контракт з ХК «Давос» був скасований клубом у квітні 2010 року.

## На рівні збірних
Виступав у складі молодіжної збірної Канади на чемпіонаті світу, вигравав золото у 1993 та 1995 роках.

## Досягнення
- Друга команда усіх зірок ГЮХЛК — 1992.
- «Кубок RDS» найкращому новачку року ГЮХЛК — 1992.
- Переможець Кубка Шпенглера у складі «Давос» — 2006.
- Команда «Всіх зірок» Кубка Шпенглера — 2006.
- Чемпіон Швейцарії у складі «Давос» — 2007, 2009.